# David Spreitz Elings
David Spreitz Elings, född 1989 i Stockholm i Sverige, är en svensk fridykare. I juni 2024 i Kaunas, Litauen tog han guldmedalj på AIDA VM i poolfridykning, när han höll andan i 9 minuter och 5 sekunder i grenen statisk apnea. Han innehar även svenskt rekord i grenen DYNB med distansen 232 m. 